# Fili (Metro Moskau)

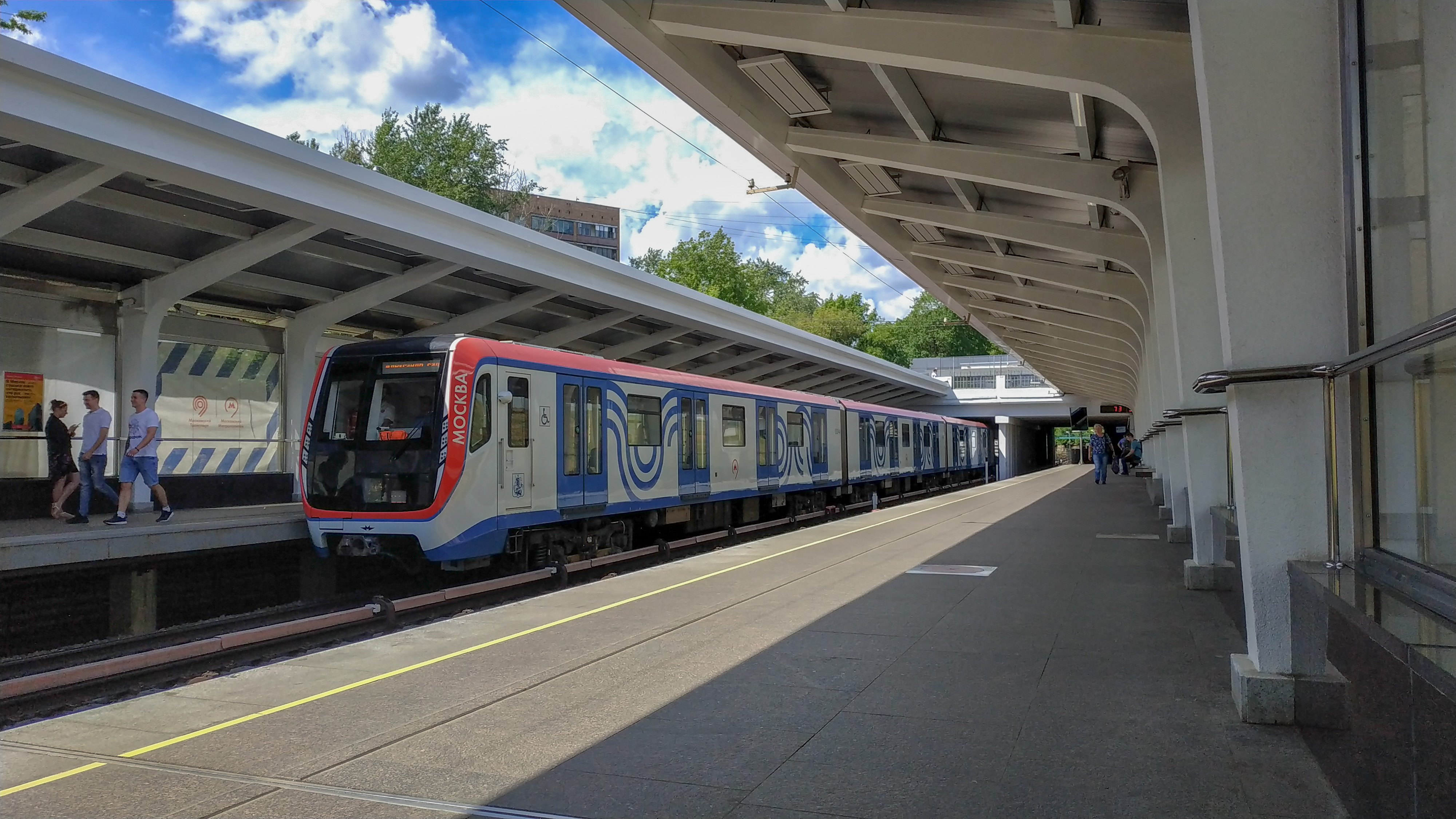
Haltestelle Fili

Fili (russisch Фили) ist eine Haltestelle der Metro Moskau.

## Allgemeine Beschreibung
1959 erhielt Fili mit der gleichnamigen Station erstmals Anschluss an das Metronetz. Sie entstand als Teil der zum großen Teil in den 1950er und frühen 1960er Jahren gebauten Filjowskaja-Linie und ist, wie alle damals errichteten Stationen dieser Linie, sehr sachlich und schlicht gehalten. Sie liegt oberirdisch in einem Einschnitt, an den sich unmittelbar südlich ein Tunnel unter den Eisenbahngleisen anschließt. Es existieren zwei Seitenbahnsteige mit Treppenzugängen an beiden Enden. Der Nordausgang befindet sich nahe der Wohn- und Industrieviertel Filis, während der unmittelbar an die Eisenbahnstation angrenzende südliche Ausgang vorwiegend von Umsteigern zu den Vorortzügen genutzt wird.